# Phiale bisignata
Phiale bisignata là một loài nhện trong họ Salticidae.
Loài này thuộc chi Phiale. Phiale bisignata được Frederick Octavius Pickard-Cambridge miêu tả năm 1901.